# ريتشارد هالي
ريتشارد هالي (بالإنجليزية: Richard Haley) هو لاعب كرة قاعدة أمريكي، ولد في 23 يناير 1891 في دانبري في الولايات المتحدة، وتوفي في 8 أكتوبر 1973 في برادنتون في الولايات المتحدة.

## وصلات خارجية
- ريتشارد هالي على موقعبيزبول رفرنس.كوم (الدوري الرئيسي) (الإنجليزية)
- ريتشارد هالي على موقعبيزبول رفرنس.كوم (الدوري الثانوي) (الإنجليزية)